# Paul Graham (photographe)
Pour les articles homonymes, voir Paul Graham (homonymie).
Paul Graham (né en 1956) est un photographe britannique.

## Biographie
Paul Graham est essentiellement reconnu pour ses photographies documentaires.
Il a notamment exposé au Bal.

### Prix
- 1988 : lauréat du prix W. Eugene Smith.
- 2012 : lauréat du prix Hasselblad.

## Expositions
- 2012 : Le Bal, Paris
- 1987 : « Conflits en Irlande du Nord », Rencontres d'Arles
- Tate Gallery

## Publications
- (en) American Night, éditions Steidl, 2003
- (en) A Shimmer of Possibility, éditions Steidl, 2007
- (en) Paul Graham, éditions Steidl, 2009
- (en) Does Yellow Run Forever? édition Mack, 2014